# 生態恐怖主義
生態恐怖主義（英語：eco-terrorism，也稱“環保恐怖主義”、“綠色恐怖主義”）是恐怖主義的一種，指用暴力或破壞活動針對相關人士或他們的財產以支持生態、環境或動物權利的行為，這一詞語具有爭議性和貶義。
联邦调查局对生态恐怖主义的定义是“具有环境保护性质的地方性组织出于环境及政治原因，针对个人或财产（或其他目标外人士）使用或威胁使用暴力的犯罪”。据FBI统计，生态恐怖主义者在2003年至2008年间造成了2亿美元的财产损失，美国多个州也颁布了针对环保恐怖主义的法律。
针对此词语的批评者认为，“环保恐怖主义”一词是为丑化环保主义者而定义，更适合用于描述一些组织对环境的破坏。

## 词语应用
生态恐怖主义是激进环境主义的一种形式，其思想与引起深层生态学、生态女性主义、社会生态学和生物区域主义的思想如出一辙。
生態恐怖主義與公民不服從和以環境名義發起的破壞活動密切相關，劃分三者的標準也處於討論之中。一些被認定為生態恐怖分子的人只對財物實施暴力破壞而非對人。這引發了對是否將這些行為歸為“恐怖活動”的討論。在美國，聯邦調查局對環保恐怖主義的定義包含針對財物的暴力，這使得多數破壞行動被歸為本土恐怖主義。
上述破坏活动包括毁坏（或威胁毁坏）财物，因此也称破坏阻挠（monkeywrenching）或生态性破坏。多数破坏活动涉及縱火破坏设备及无人工厂的行为。
生态恐怖主义的另一种类型是破坏者出于环境动机对人或财物实施暴力。使用这种方式的人通过斗争保护环境，但目的除了保持环境的原始状态之外还有保护他们的生活方式，以便继续按自己的规律生活，如华欧拉尼人等少数民族。